# 午前0時、キスしに来てよ
『午前0時、キスしに来てよ』（ごぜんれいじ、キスしにきてよ）は、みきもと凜による日本の漫画作品。『別冊フレンド』（講談社）2015年5月号から2020年8月号まで連載された。単行本全12巻。2020年7月時点で累計発行部数は380万部を突破している。
2019年4月3日第43回講談社漫画賞少女部門にノミネートされた（落選）。
2019年に片寄涼太(GENERATIONS from EXILE TRIBE)と橋本環奈のダブル主演で実写映画化されている。
2020年4月2日第43回講談社漫画賞少女部門にノミネートされた（落選）。

## ストーリー
真面目を絵に描いたような女子高生・花澤日奈々はおとぎ話のような恋を夢見ていた。そんな夢など自分のような人間に舞い降りるはずもないと思っていたところに、日奈々が通う高校に国民的スーパースターの綾瀬楓が映画撮影のために訪れたことがきっかけで、これまでの日奈々の平凡な日々の色が一気に彩られていく。

## 登場人物
担当声優はドラマCD版でのキャスト。
花澤日奈々（はなざわ ひなな）
声 - 雨宮天
本作の主人公。真面目を絵に描いたような女子高生。おとぎ話のような恋をするのが目下の夢。
家族構成は両親と妹のすずの4人だが、実は養女である。
綾瀬楓（あやせ かえで）
声 - 梶裕貴
人気アイドルグループFANNY BONEの元メンバー。物語に出てくる王子様を体現したかのようなイケメン俳優。女子高生のお尻ばかり眺めているお尻星人。
浜辺彰（はまべ あきら）
声 - 榎木淳弥
通称・あーちゃん。日奈々の幼なじみで日奈々の事が好き。バンドマン。
磯山光（いそやま　ひかる）
通称・るんちゃん。日奈々とは中学からの親友で生徒会副会長。美人でミーハーかつ遅刻魔。
高橋茂雄（たかはし しげお）
声 - 津田健次郎
通称・茂ちゃん。綾瀬楓のマネージャー。自由奔放な楓に手を焼いている。
内田柊（うちだ しゅう）
女優。楓の元恋人だが、まだどこかで楓のことを諦めきれていないところがある。
花澤すず（はなざわ　すず）
日奈々の義妹で幼稚園児。姉の事が大好き。

## 書誌情報

### 漫画
- みきもと凜 『午前0時、キスしに来てよ』 〈講談社コミックス別冊フレンド〉、全12巻
  1. 2015年07月13日発売[講 1][12]、『別冊フレンド』2015年5月号[1] - 7月号、ISBN 978-4-06-341993-1
  2. 2015年12月11日発売[講 2]、『別冊フレンド』2015年8月号 - 12月号、ISBN 978-4-06-392023-9
  3. 2016年04月13日発売[講 3]、『別冊フレンド』2016年1月号 - 4月号、ISBN 978-4-06-392038-3
  4. 2016年09月13日発売[講 4]、『別冊フレンド』2016年5月号、7月号 - 9月号、ISBN 978-4-06-392078-9
  5. 2017年01月13日発売[講 5]、『別冊フレンド』2016年10月号 - 12月号、2017年1月号、ISBN 978-4-06-392102-1
  6. 2017年07月13日発売[講 6]、『別冊フレンド』2017年2月号、4月号 - 7月号、ISBN 978-4-06-392120-5
  7. 2018年01月12日発売[講 7]、『別冊フレンド』2017年8月号、11月号 - 12月号、2018年1月号、ISBN 978-4-06-510687-7
  8. 2018年06月13日発売[講 8]、『別冊フレンド』2017年3月号、2018年2月号 - 7月号、ISBN 978-4-06-511393-6
  9. 2018年11月13日発売[講 9][11]、『別冊フレンド』2018年7月号 - 11月号、ISBN 978-4-06-513509-9（ドラマCD付き特装版、同日発売[講 10][11]、ISBN 978-4-06-513777-2）
  10. 2019年04月12日発売[講 11]、『別冊フレンド』2018年12月号、2019年2月号 - 5月号、ISBN 978-4-06-515128-0
  11. 2019年11月13日発売[講 12]、『別冊フレンド』2019年7月号、9月号、11月号 - 12月号、ISBN 978-4-06-516996-4
    - 綾瀬楓スペシャルインタビュー

  12. 2020年7月13日発売[講 13]、『別冊フレンド』2020年1月号 - 6月号[3]、8月号[2][3]、ISBN 978-4-06-519512-3

### 小説
- 原作：みきもと凜、著者：時海結以 『小説 午前0時、キスしに来てよ』 〈講談社KK文庫〉、全2巻
  1. 2019年11月28日発売[講 14]、ISBN 978-4-06-517237-7
  2. 2019年11月28日発売[講 15]、ISBN 978-4-06-517572-9

## ドラマCD
単行本第9巻特装版に付属。

## 実写映画
新城毅彦監督により映画化され、2019年12月6日に全国公開。主演は片寄涼太（GENERATIONS from EXILE TRIBE）と橋本環奈。
原作者のみきもとは「これまで多くの映画オファーがあったものの、実写化は難しいのではとの思いから断り続けてきたが、今回は企画に取り組んでくれた方々の熱意を受けて映画化を受けることにした」と語っている。

### キャスト
- 綾瀬楓：片寄涼太（GENERATIONS from EXILE TRIBE）
- 花澤日奈々：橋本環奈
- 浜辺彰：眞栄田郷敦[14]
- 内田柊：八木アリサ[15]
- 磯山光：岡崎紗絵
- 中条充希：鈴木勝大
- 花澤陽子：酒井若菜
- 高橋茂雄：遠藤憲一[16]
- 森川あやみ：野田理人[17]
- 有村勇太：宇佐卓真[17]
- 桐谷ナオト：内藤秀一郎[17]
- アヤカ・ウィルソン、吉田ウーロン太、しゅはまはるみ、野田あかり、吉倉あおい、三上真奈、西原誠吾、足立智充、池田大、佐分利眞由奈

### スタッフ
- 原作：みきもと凜『午前0時、キスしに来てよ』（講談社「別冊フレンド」連載）
- 監督：新城毅彦
- 脚本：大北はるか
- 音楽：林イグネル小百合
- 主題歌：GENERATIONS from EXILE TRIBE「One in a Million -奇跡の夜に-」（rhythm zone）
- 製作：石原隆、大角正、角田真敏
- プロデューサー：髙木由佳、八尾香澄
- 共同プロデューサー：村山えりか
- ラインプロデューサー：杉原奈実
- 撮影：小宮山充
- 美術：金勝浩一
- 照明：保坂温
- 録音：鶴巻仁
- 編集：穂垣順之助
- 装飾：松下利秀
- スタイリスト：外山由香里
- ヘアメイク：外丸愛
- 音響効果：松浦大樹
- スクリプター：藤島理恵
- 助監督：中西正茂
- 制作担当：篠宮隆浩
- 音楽プロデューサー：剣持学人
- 配給：松竹
- 制作プロダクション：C&Iエンタテインメント
- 製作：映画『午前0時、キスしに来てよ』製作委員会（フジテレビジョン、松竹、講談社）

### 興行成績
2019年12月6日より全国255スクリーンで公開され、土日2日間で観客動員数12万1000人、興行収入1億4500万円を記録し、初登場3位となった。公開3日間では観客動員数15万9000人を突破した。
2020年1月までに興行収入10億円、観客動員数85万人を突破した。

### 講談社コミックスプラス
以下の出典は『講談社コミックスプラス』内のページ。書誌情報の発売日の出典としている。
1. ↑  “午前0時、キスしに来てよ/1｜みきもと 凜｜講談社コミックス別冊フレンド｜講談社コミックプラス”.   講談社. 2019年11月14日閲覧。
2. ↑  “午前0時、キスしに来てよ/2｜みきもと 凜｜講談社コミックス別冊フレンド｜講談社コミックプラス”.   講談社. 2019年11月14日閲覧。
3. ↑  “午前0時、キスしに来てよ/3｜みきもと 凜｜講談社コミックス別冊フレンド｜講談社コミックプラス”.   講談社. 2019年11月14日閲覧。
4. ↑  “午前0時、キスしに来てよ/4｜みきもと 凜｜講談社コミックス別冊フレンド｜講談社コミックプラス”.   講談社. 2019年11月14日閲覧。
5. ↑  “午前0時、キスしに来てよ/5｜みきもと 凜｜講談社コミックス別冊フレンド｜講談社コミックプラス”.   講談社. 2019年11月14日閲覧。
6. ↑  “午前0時、キスしに来てよ/6｜みきもと 凜｜講談社コミックス別冊フレンド｜講談社コミックプラス”.   講談社. 2019年11月14日閲覧。
7. ↑  “午前0時、キスしに来てよ/7｜みきもと 凜｜講談社コミックス別冊フレンド｜講談社コミックプラス”.   講談社. 2019年11月14日閲覧。
8. ↑  “午前0時、キスしに来てよ/8｜みきもと 凜｜講談社コミックス別冊フレンド｜講談社コミックプラス”.   講談社. 2019年11月14日閲覧。
9. ↑  “午前0時、キスしに来てよ/9｜みきもと 凜｜講談社コミックス別冊フレンド｜講談社コミックプラス”.   講談社. 2019年11月14日閲覧。
10. ↑  “午前0時、キスしに来てよ/9 ドラマCD付き特装版｜みきもと 凜｜講談社コミックス別冊フレンド｜講談社コミックプラス”.   講談社. 2019年11月14日閲覧。
11. ↑  “午前0時、キスしに来てよ/10｜みきもと 凜｜講談社コミックス別冊フレンド｜講談社コミックプラス”.   講談社. 2019年11月14日閲覧。
12. ↑  “午前0時、キスしに来てよ/11｜みきもと 凜｜講談社コミックス別冊フレンド｜講談社コミックプラス”.   講談社. 2019年11月14日閲覧。
13. ↑  “午前0時、キスしに来てよ/12｜みきもと 凜｜講談社コミックス別冊フレンド｜講談社コミックプラス”.   講談社. 2020年7月13日閲覧。
14. ↑  “午前0時、キスしに来てよ/上｜時海 結以｜講談社KK文庫｜講談社コミックプラス”.   講談社. 2019年11月28日閲覧。
15. ↑  “午前0時、キスしに来てよ/下｜時海 結以｜講談社KK文庫｜講談社コミックプラス”.   講談社. 2019年11月28日閲覧。